# Tenía tanto que darte (novela)

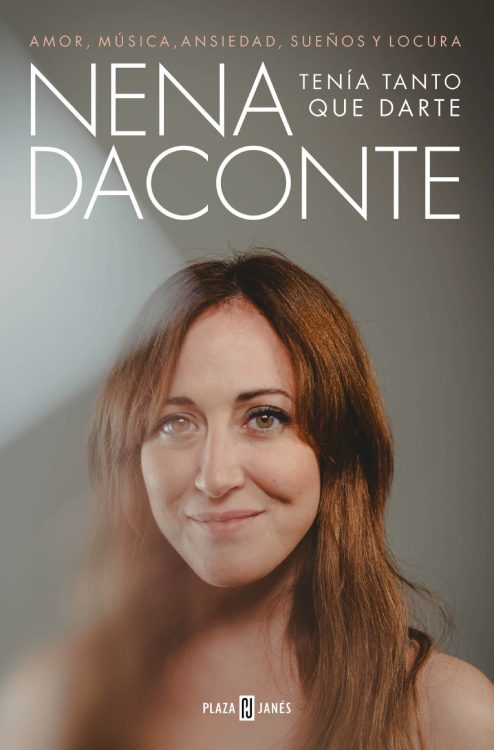
Portada del libro autobiográfico Tenía tanto que darte

Tenía tanto que darte es una novela autobiográfica de la cantante Mai Meneses, publicada en septiembre de 2022 por Penguin Random House. Su título proviene del sencillo del mismo nombre Tenía tanto que darte del disco Retales de carnaval del grupo musical de pop rock español Nena Daconte que se publicó en 2008. La novela narra la historia tanto profesional como personal de la cantante desde sus inicios, abordando aspectos como su éxito, fracaso, amor, vivencias y el odio hacia uno mismo.

## Argumento
La protagonista, Mai, una chica risueña y tímida, empieza a relatar cómo fue su época de adolescente mientras residía en Madrid, donde cuenta que componía canciones en inglés, melodía y letra. Su banda de aquel tiempo, compuesta por su novio Luismi y sus amigos Nacho y Raúl, se llamaba Darlene y se movía por distintos bares y pubs de la ciudad, donde tocaban sus propias canciones y algunas versiones de otros reconocidos artistas como Radiohead, los Beatles, o Led Zeppelin. Pronto, se animaron a distribuir sus maquetas por las discográficas que encontraban en la capital española. A su vez, Mai recibió clases de canto por distintas profesoras, se aficionó por la poesía y, al cumplir los dieciséis años escribió Idiota, su primera canción en castellano que más tarde formaría parte del repertorio de He perdido los zapatos.
Años más tarde, en 1996 Mai se animó a presentarse al examen de canto de la Escuela Superior de Canto de Madrid, pero falló y entonces su madre no quiso que Mai siguiera ese camino, tirando a la basura todos los discos de óperas que había en su casa. Sintiéndose desgraciada, empezó a fumar y se resignó a estudiar la carrera de Derecho, siguiendo el mismo camino que su familia, dejó a su novio Luismi y fue el fin del grupo Darlene. Sin embargo, Mai volvió a encontrar el amor en el hermano de su cuñada, Jose, y se dedicaron a realizar viajes en barco en Almería. Tras estos viajes y pensando en su futuro incierto, Mai descubre poco a poco su afición por el alcohol, el cual le acompañaría de manera intermitente a lo largo de su vida. Fueron cuatro años de incertidumbre y sin cantar en los que un día Mai conoce a Edu, compañero de carrera quien se convertiría en su guitarrista y a Manuel, quien se encargaba de la percusión. Tiempo más tarde, Mai contactó con el dueño de un despacho de abogados en Madrid, se olvidó de sus viajes a Almería y de su novio Jose y comenzó a trabajar en aquel despacho. La protagonista se resistía a abandonar su vena artística, compaginando su trabajo con la asistencia a una academia de teatro musical. Más tarde, Mai acudió a todos los castings musicales que se celebraban en Madrid, pero desgraciadamente empieza a sufrir episodios de ansiedad, pesadillas y alucinaciones, mezclados con el consumo de alcohol y diferentes diagnósticos por parte de los profesionales que la atienden, sin que ninguno de ellos se pusiera de acuerdo en qué le ocurre: trastorno bipolar, depresión, ansiedad, o trastorno límite de la personalidad. Entonces falleció la hermana de su cuñada y Mai escribe una canción en su honor, a la cual llamó Marta y se convierte en otra canción del álbum He perdido los zapatos. Durante largo tiempo, Mai se siente desolada e insegura y decide volver a Almería, donde se reencontró con Edu, pero sus estados anímicos bajos y su tristeza no ayudaron en nada cuando, finalmente, cae enferma de pericarditis y fiebre reumática, teniéndola que internar en el hospital. Con la presencia de Edu, Mai mejoró y se fue a Cuevas del Almanzora a vivir el 11 de septiembre de 2001. Recuperada, encuentra cierta tranquilidad trabajando de administrativa, con Edu y visitando de vez en cuando a su familia en la capital española.
La vida de Mai da un giro cuando a principios de 2002 fue inscrita, a escondidas, en la segunda edición del novedoso programa de búsqueda de éxitos Operación Triunfo por Edu y su hermano mayor, Juan. Llena de nervios y entre lágrimas, fue superando todos los castings y logró entrar en la Academia, donde dejó de llamarse María a ojos de los demás y pasó a llamarse Mai. Sin embargo, cada lunes el concurso iba expulsando a los concursantes y Mai se sintió de nuevo perdida y hundida cuando fue la primera expulsada al interpretar Me cuesta tanto olvidarte de Mecano. Intentando huir de nuevo, Mai conoce entonces a otro de los personajes principales de la novela, a Kim Fanlo, un bajista que acompañaba a los concursantes en las giras y se enamoró de nuevo. Más pronto que tarde, se va a vivir con él y Kim se ofrece a grabar con ella una maqueta de sus canciones. Sin embargo, aparte de traerle cosas buenas, Kim hizo que Mai conociera las drogas. Con ayuda del alcohol por otro lado, Mai lograba tapar los nervios y la ansiedad de los conciertos que se animó a hacer después de su fallido paso por el famoso programa.
Gracias al contacto y consejo de un abogado, Mai finalmente se cambió de nombre y pasó a llamarse Nena Daconte inspirada por Doce cuentos peregrinos de Gabriel García Márquez, en conjunto con Kim. Así, nadie la reconocería en primera instancia por su paso por el programa y daría una nueva imagen. De esta manera, autoeditaron el disco y lo presentaron ante las discográficas. Mai empezó a experimentar lo que era rodar videoclips y rodearse de gente de la industria, pero dentro de ella siempre había un sentimiento de abandono y soledad. En uno de sus conciertos promocionales, Mai y Kim por fin llamaron la atención del personal de Universal y firmaron un contrato que se guardó bajo secreto. Sin embargo, Mai se sentía incompleta, Kim bromeaba continuamente con su complejo de inseguridad y la autoestima de Mai se resquebrajaba. Lejos de ser el apoyo que fue al principio, Kim solo alimentaba sus inseguridades y miedos. Entonces Mai, sumida en estos sentimientos, en el año 2006 escribió una canción llena de tristeza, la que a su vez sería de las más conocidas de su grupo, En qué estrella estará. Mai y Kim disfrutaban del acto de conceder muchas entrevistas, de sus shows y de su éxito y la canción fue elegida sintonía oficial de La Vuelta Ciclista a España, la fama de ambos crecía exponencialmente y fueron nominados a los Premios Ondas como Artista Revelación. Pero Mai empezó a estresarse ante tanta responsabilidad y obligaciones que le concedía el precio de ser famosa, se sentía cansada y abrumada por la ansiedad de ese mundo y también de su mundo interior. Además, su abogado le aconsejó que su figura quedara en un segundo plano y el equipo se enfocara más en Kim que en ella, para que el público olvidara su pasado y su fracaso en Operación Triunfo. Cuando empezaron las giras, Mai en vez de disfrutar era arrastrada a los hoteles por el cansancio y el abuso de sustancias. Kim y Mai no estaban en el mismo punto de sus vidas y dejaron de entenderse tanto profesional como amorosamente, por lo que Mai acaba rompiendo su relación con él en 2007. Más tarde, Mai empieza a sufrir brotes psicóticos y paranoia, llegando incluso a ver que en la televisión les mandaban malas indirectas tanto a ella como a Kim. En esos días, Tenía tanto que darte fue escrita por Mai como una oda al desamor y a su etapa final con quien había sido su compañero de trabajo y pareja, Kim. Entonces Mai se anima a componer su primera canción utilizando el piano, El Aleph, tomando como inspiración a Borges. Las canciones de Mai no solo hablaban de desamor, también del daño que le provocó el éxito, su pérdida de control mental y su angustia personal. La familia de Mai no sabía que se pasaba el día bebiendo y fumando marihuana, para sí misma y para los demás tenía que ser perfecta y seguir manteniendo esa imagen de dulzura que su propia voz le había dado. Se sentía culpable de su éxito, una impostora y una persona perdida que pensaba que Kim era toda la esencia del grupo y que ella carecía de valor.
Poco a poco, la relación entre Mai y Kim se volvió enteramente profesional y Mai sentía que Kim había cambiado completamente de actitud con ella. La menospreciaba y esta situación provocó que se separaran como grupo definitivamente en 2010, ya que el resto del grupo también la desestimaba. Mai entonces se apropió de su nombre artístico, pues ella había bautizado al grupo y su voz era su esencia, por lo que tuvo problemas de demandas con Kim. Ambos quisieron reunirse un tiempo después amistosamente, pero no se volvieron a ver. 
En ese mismo año, ella se volvió a Madrid con la imagen en su mente de haber acabado siendo una one hit wonder y volvió a componer a lo largo del tiempo lo que serían sus últimos discos: Una mosca en el cristal y, más tarde, Solo muerdo por ti en 2013. Para alegría de Mai, ese último álbum fue inspirado en lo que desembocó su reencuentro con su antiguo novio Edu, quien siempre había sido muy bueno con ella y con quien encontró la felicidad de nuevo, dejando a su prometida de entonces y más tarde proponiéndole matrimonio a Mai. Mai se convirtió en madre de dos hijos y desde entonces decidió que nunca se rendiría, ni se dejaría arrastrar por sus monstruos e inseguridades.
Después de una temporada viviendo en Dallas, Estados Unidos y, recuperándose también del pánico escénico, publicó en 2019 Suerte, su quinto álbum. Mai finalmente pensó que no cabía lugar para seguir compitiendo, sino que era hora de quererse y encontrarse a sí misma. Finalmente, con ayuda de profesionales de la salud y terapia, se alía con la escritura para relatar sus memorias.

## Recepción
La novela de Mai Meneses ha recibido, en general, críticas favorables debido al valor por parte de la autora a hacer visibilidad de temas tan tabú para la sociedad como lo son las enfermedades mentales y las adicciones y explica que su relato autobiográfico es fruto de un ejercicio de autoterapia, donde deja aflorar sus emociones libremente. De esta manera, Meneses explica que la salud mental es lo primordial en un individuo, así como la búsqueda de ayuda, incluso por encima del dinero, la fama o el reconocimiento. Meneses ahonda en las consecuencias que trae el mundo del espectáculo, caracterizado por las presiones y las apariencias y explica que los artistas de la música tienen una especial predisposición a caer en todo tipo de adicciones.

## Ediciones originales del libro
Meneses, Mai, Tenía tanto que darte, Penguin Random House Grupo Editorial, 2022, ISBN 978-84-01-02965-3